# Ljudska univerza Tržič
Ljudska univerza Tržič s sedežem na Šolski ulici 2 (Tržič).